# Acutipetala donglini
Acutipetala donglini là một loài nhện trong họ Agelenidae.
Loài này thuộc chi Acutipetala. Acutipetala donglini được miêu tả năm 2008 bởi Pakawin Dankittipakul & Zhang.